# SOR NS 18
SOR NS 18 je typ českého městského nízkopodlažního autobusu vyráběného společností SOR Libchavy. Autorem jeho designu je Patrik Kotas. Jedná se o kloubovou verzi vozu SOR NS 12, a zároveň nástupce typu SOR NB 18. Produkován je v dieselové verzi, CNG verzi (NSG 18) a jako elektrobus (NS 18 electric). Karoserie NS 18 jsou využívány pro výrobu trolejbusů SOR TNS 18 a Škoda 33Tr.

## Konstrukce
SOR NS 18 je plně nízkopodlažní dvoučlánkový třínápravový autobus o délce 18 750 mm. Šířka vozidla činí 2 550 mm. Vstup do vozu umožňují čtvery dvoukřídlé dveře o šířce 1,2 m, podlaha se nachází ve výši 340 mm nad vozovkou. Na přání zákazníka může být vybaven klimatizací. Rychlost vozu je omezena na 80 km/h. Interiér vozu víceméně vychází z modelu SOR NB 18.

## Výroba a provoz

### Dieselová verze
Prototyp dieselové verze vznikl v roce 2018, téhož roku byl vystaven na veletrhu Czech Bus 2018. Od května 2019 do června 2019 si vůz zapůjčil Dopravný podnik Bratislava, od prosince 2019 do ledna 2020 si vůz zapůjčil Dopravní podnik města Hradce Králové. Během února 2020 jej měl zapůjčený Dopravní podnik města České Budějovice, od března 2020 do dubna 2020 a od června 2020 do července 2020 jezdil u dopravce ČSAD MHD Kladno. Mezi červencem 2020 do zářím 2020 jej měl prostřednictvím firmy SOR Poland zapůjčený polský dopravce KM Szczecinek. V srpnu 2021 jej koupil německý dopravce Omnibusbetrieb Saalekreis. V roce 2021 byl vyroben druhý předváděcí vůz SOR NS 18. Ten zpočátku sloužil pro homologační zkoušky s novým motorem, nicméně byl adresně určen pro dlouhodobé testování u Dopravního podniku hl. m. Prahy, jemuž byl coby pronajatý dodán v listopadu 2021. První sériově vyrobené vozy v počtu 18 kusů obdržel v závěru roku 2021 dopravce TD Transport pro provoz MHD ve slovenské Nitře. První sériově vyrobený vůz pro Česko má být dodán Dopravnímu podniku měst Mostu a Litvínova, další čtyři kusy zakoupil Dopravní podnik města Hradce Králové. V listopadu 2024 vyhrála společnost SOR s typem NS 18 soutěž na dodávku až 110 autobusů (rámcová smlouva) pro Bratislavu. Pro společnost EcoVista, která v Německu zajišťuje náhradní autobusovou dopravu během výluk na železnici, dodá SOR v roce 2025 celkem 142 autobusů NS 18 v příměstské třídveřové verzi.

### Plynová verze (CNG)
Prototyp plynové verze NSG 18 vznikl v dubnu 2022 s pozdějším záměrem odprodeje pro ČSAD Havířov. Vůz po výrobě obdržel klasický zeleno-bílý nátěr dopravce, později byl však přelakován do nového modrého schématu Havířova. Vůz obdržel evidenční číslo 286 a do provozu byl zařazen v červenci 2022, určen byl především na linku 416. V září 2022 uvedla do provozu společnost TD Transport ve slovenském Trenčíně prvních pět sériových autobusů SOR NSG 18. V listopadu 2024 vyhrála společnost SOR s typem NSG 18 soutěž na dodávku až 130 autobusů (rámcová smlouva) pro Bratislavu.

### Elektrická verze (elektrobus)
V květnu 2022 byl vyroben první elektrobus SOR NS 18 electric. Tento prototyp byl v listopadu 2022 prezentován na pražském veletrhu Czechbus a na jaře 2023 ho výrobce zapůjčil Dopravnímu podniku města Hradce Králové, kde v březnu toho roku začal na linkách poprvé vozit cestující.

## Dodávky

### Autobus
| Současný stát | Dopravce                  | Roky dodávek | Počet vozů | Evidenční čísla při dodání | Poznámky                                                                  | Zdroj         |
| ------------- | ------------------------- | ------------ | ---------- | -------------------------- | ------------------------------------------------------------------------- | ------------- |
| Česko         | SOR Libchavy              | 2021         | 1          | –                          | předváděcí vůz, pronajat nejprve DP Praha, poté DP měst Mostu a Litvínova | [ 6 ]         |
| Česko         | ČSAD Havířov              | 2022         | 1          | 286                        | prototyp plynové verze NSG18                                              | [ 17 ]        |
| Česko         | Most a Litvínov           | 2022         | 1          | 97                         |                                                                           |               |
| Česko         | Hradec Králové            | 2022         | 4          | 237–240                    |                                                                           | [ 18 ]        |
| Česko         | Ústí nad Labem            | 2024         | 6          | 811–816                    |                                                                           |               |
| Česko         | OAD Kolín                 | 2024         | 9          | 8691-8699                  | ve třídveřovém provodení                                                  | [ 19 ]        |
| Německo       | EcoVista                  | 2025         | 142        | –                          | ve třídveřovém provodení příměstskem provodení                            | [ 20 ]        |
| Německo       | Omnibusbetrieb Saalekreis | 2021         | 1          | 220                        | prototyp                                                                  | [ 3 ]         |
| Německo       | Vetter                    | 2023         | 2          | –                          | oba ve třídveřovém provodení                                              |               |
| Slovensko     | Košice                    | 2023         | 1          | 4801                       | ve verzi NSG 18, s pohonem na CNG                                         |               |
| Slovensko     | TD Transport (Nitra)      | 2021         | 18         | 351–368                    |                                                                           | [ 21 ] [ 22 ] |
| Slovensko     | TD Transport (Trenčín)    | 2022         | 5          | 451–455                    | všechny ve verzi NSG 18, s pohonem na CNG                                 | [ 23 ]        |

### Elektrobus
| Současný stát | Město           | Článek | Roky dodávek | Počet vozů | Evidenční čísla při dodání | Poznámky | Zdroj  |
| ------------- | --------------- | ------ | ------------ | ---------- | -------------------------- | -------- | ------ |
| Česko         | SOR Libchavy    | –      | 2022         | 1          | –                          | prototyp | [ 24 ] |
| Česko         | ČSAD MHD Kladno | –      | 2024         | 4          | 59-61, 63                  |          | [ 25 ] |